# Bolitoglossa
Bolitoglossa là một chi động vật lưỡng cư trong họ Plethodontidae, thuộc bộ Caudata. Chi này có 96 loài và 52% bị đe dọa hoặc tuyệt chủng.

## Hình ảnh

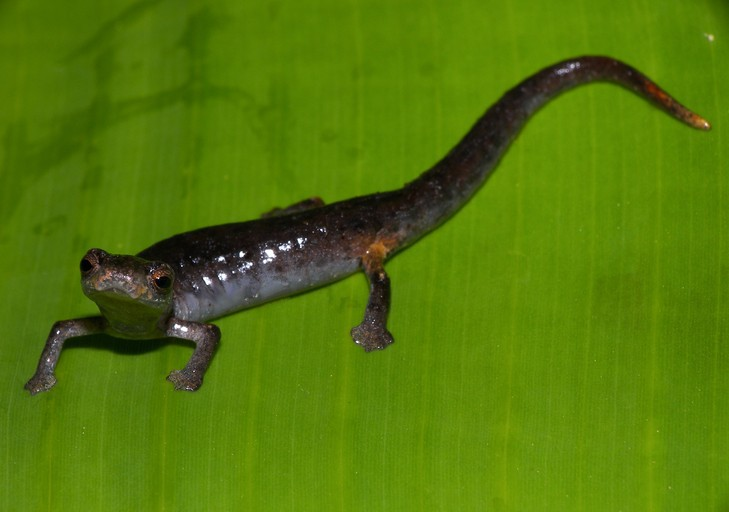
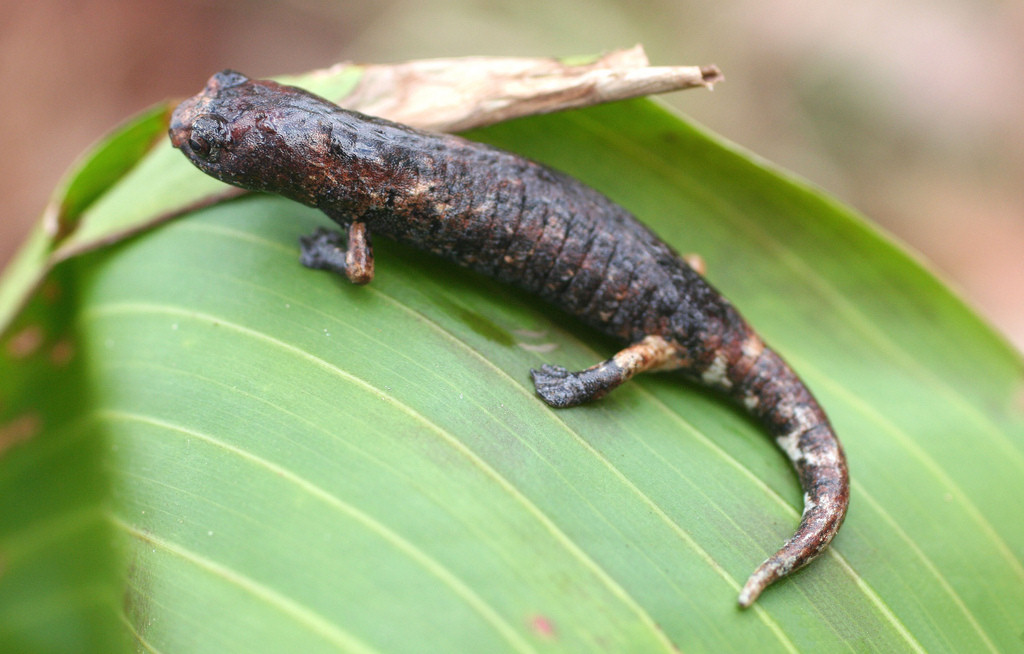
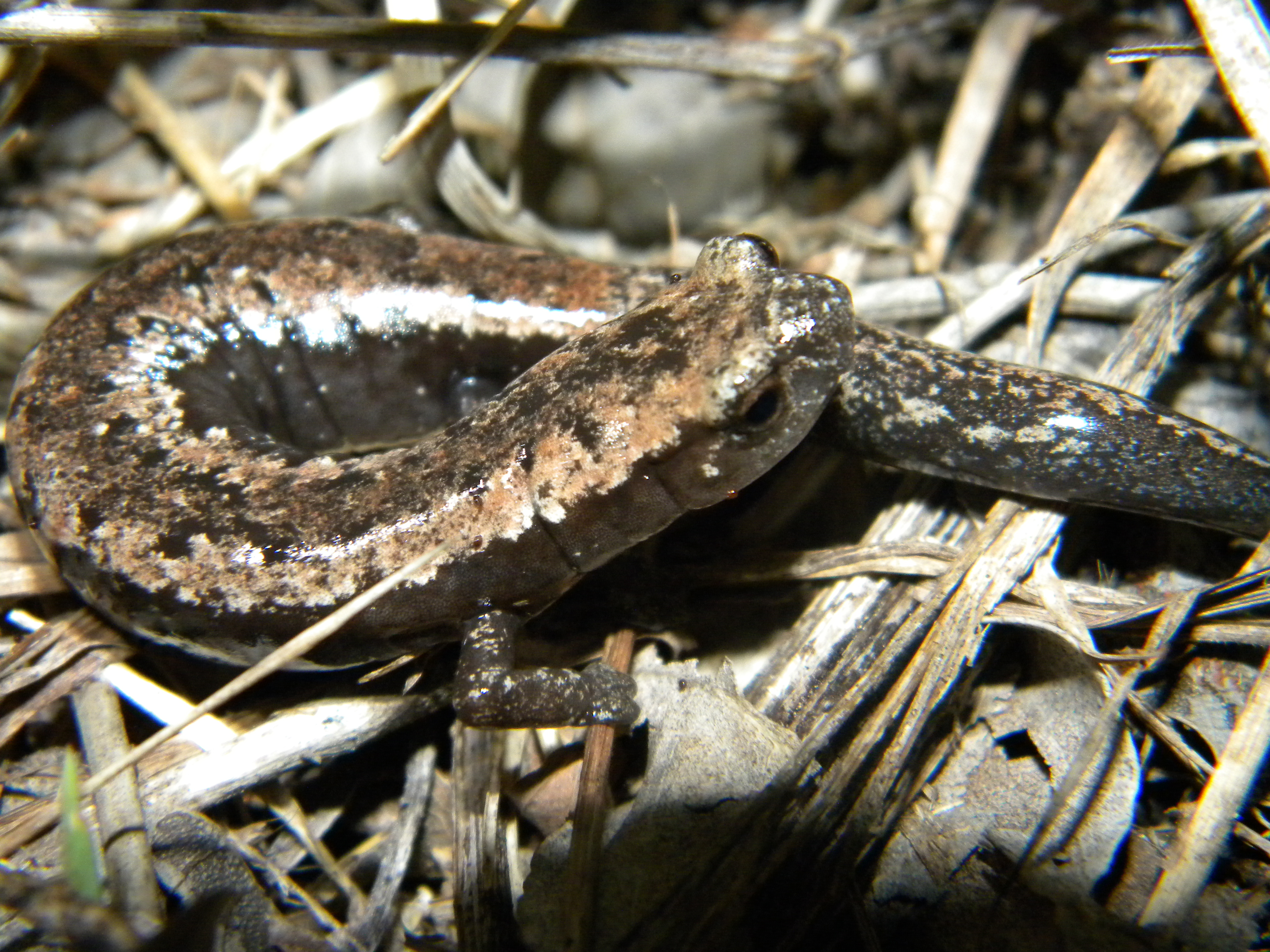
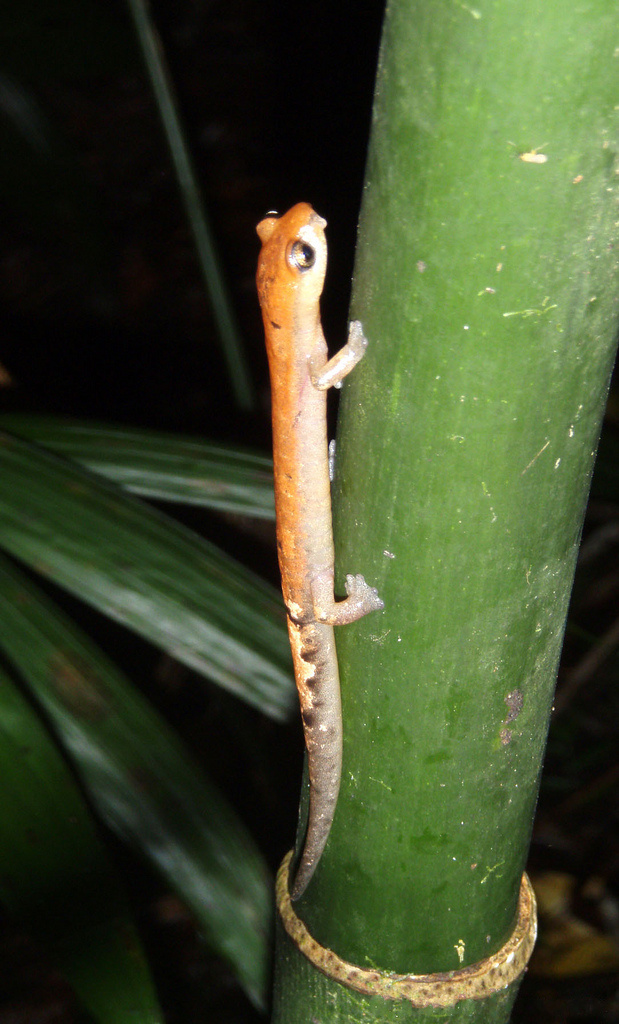